# NGC 114
NGC 114 ist eine linsenförmige Galaxie vom Hubble-Typ SB0 im Sternbild Waldfisch südlich der Ekliptik. Sie ist schätzungsweise 190 Millionen Lichtjahre von der Milchstraße entfernt und hat einen Durchmesser von etwa 55.000 Lj.

Im selben Himmelsareal befinden sich u. a. die Galaxien NGC 113, NGC 118, NGC 120, NGC 124.
Das Objekt wurde am 23. September 1867 von dem US-amerikanischen Astronomen Truman Henry Safford entdeckt.